# 海保静子
海保 静子（かいほしずこ、？ - 2005年）は雑誌、学城関係で育児論の著作の執筆者である。
保母をしながら弁証法・認識論・保育論の研鑽を積み、『育児の認識学』を著す。南郷継正をして「認識論開眼の師」と言わしめた程の逸材であった。また、バレエ（マイヤ・プリセツカヤ、ジョルジュ・ドン）やフロイトに関する未発表の論文もあると言われている。現代社発行の看護雑誌『綜合看護』2005年第3号に本年に亡くなったとの記事が掲載された。

## 著作
- 『育児の認識学 こどものアタマとココロのはたらきをみつめて』現代社 1999年 ISBN 4874741002